# آلیس وادینگتون
آلیس وادینگتون (اسپانیایی: Alice Waddington‎؛ زادهٔ ۳۱ ژوئیهٔ ۱۹۹۰) کارگردان فیلم، و فیلم‌نامه‌نویس اهل اسپانیا است.
از فیلم‌ها یا مجموعه‌های تلویزیونی که وی در آن‌ها نقش داشته است، می‌توان به تپه‌های بهشت اشاره نمود.